# Runway Awareness and Advisory System
Il Runway Awareness and Advisory System (RAAS) è un sistema di rilevamento elettronico che notifica all'equipaggio la posizione dell'aereo rispetto alle piste e alle vie di rullaggio.

## Funzionamento

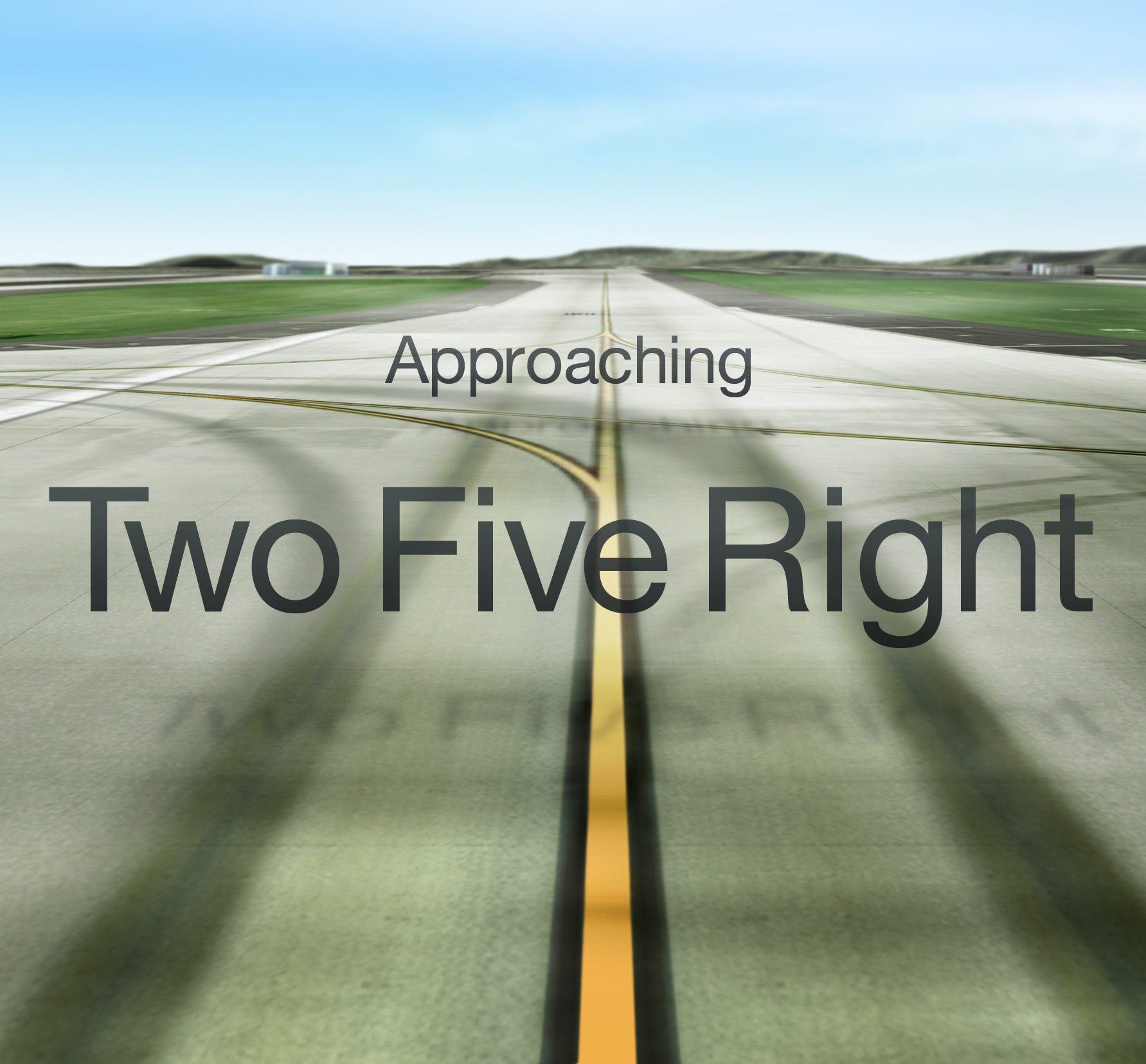
Un messaggio visivo generato dal sistema SmartRunway che è spesso affiancato al RAAS.

Il RAAS genera annunci audio per confermare ai piloti l'identificazione delle piste di decollo e atterraggio, indicandone il numero identificativo, distanza disponibile per il decollo e per l'atterraggio, ma anche eventuali errori come tentati decolli o atterraggi sulle vie di rullaggio. Questa funzione è possibile grazie ad un software che unisce le potenzialità del terrain awareness and warning system (TAWS) e del enhanced ground proximity warning system (EGPWS). Il sistema è stato sviluppato dalla Honeywell.

## Entrata in servizio
Alaska Airlines ha annunciato nel settembre 2008 che la sua intera flotta di Boeing 737 sarà equipaggiata con il sistema RAAS entro la fine di settembre. Questo la rende la prima compagnia aerea al mondo ad essere completamente equipaggiata con questo sistema. Nel 2015 la compagnia aerea low cost europea Ryanair ha annunciato che equipaggerà con il sistema RAAS entro la fine del 2016 la sua intera flotta come investimento per confermare il suo impegno nell'aumento della sicurezza a bordo dei propri aerei.